# Biblioteca apostolica vaticana
La Biblioteca apostolica vaticana è la biblioteca che la Santa Sede ha organizzato e curato in Vaticano a partire dal Quattrocento; possiede una delle raccolte di testi antichi e di libri rari fra le più importanti al mondo risalenti al I secolo.

## Storia

### I precedenti
La documentazione storica attesta l'esistenza nel IV secolo di uno Scrinium, che doveva essere l'archivio della Chiesa latina, mentre un documento del 784 (sotto il pontificato di Adriano I) parla del bibliothecarius Teofilatto. In questo periodo il bibliothecarius Romanae ecclesiae era il funzionario che, oltre ad attendere al lavoro di cancelleria, era responsabile della conservazione degli atti dei concili, dei registri delle lettere e, in genere, dei libri che costituivano il patrimonio personale del pontefice.

Nel XIII secolo lo Scrinium papale andò disperso. Le successive raccolte librarie, di cui esiste un inventario realizzato durante il papato di Bonifacio VIII (1294-1303), subirono gravi perdite dopo la sua morte in seguito ai frequenti trasferimenti della Sede Apostolica (a Perugia prima, poi ad Assisi e infine ad Avignone). In Francia, Giovanni XXII (1316-1334) fondò una nuova biblioteca, in parte confluita nel Seicento in quella della famiglia Borghese e ritornata con questa nel 1891 alla Santa Sede.

### La nascita

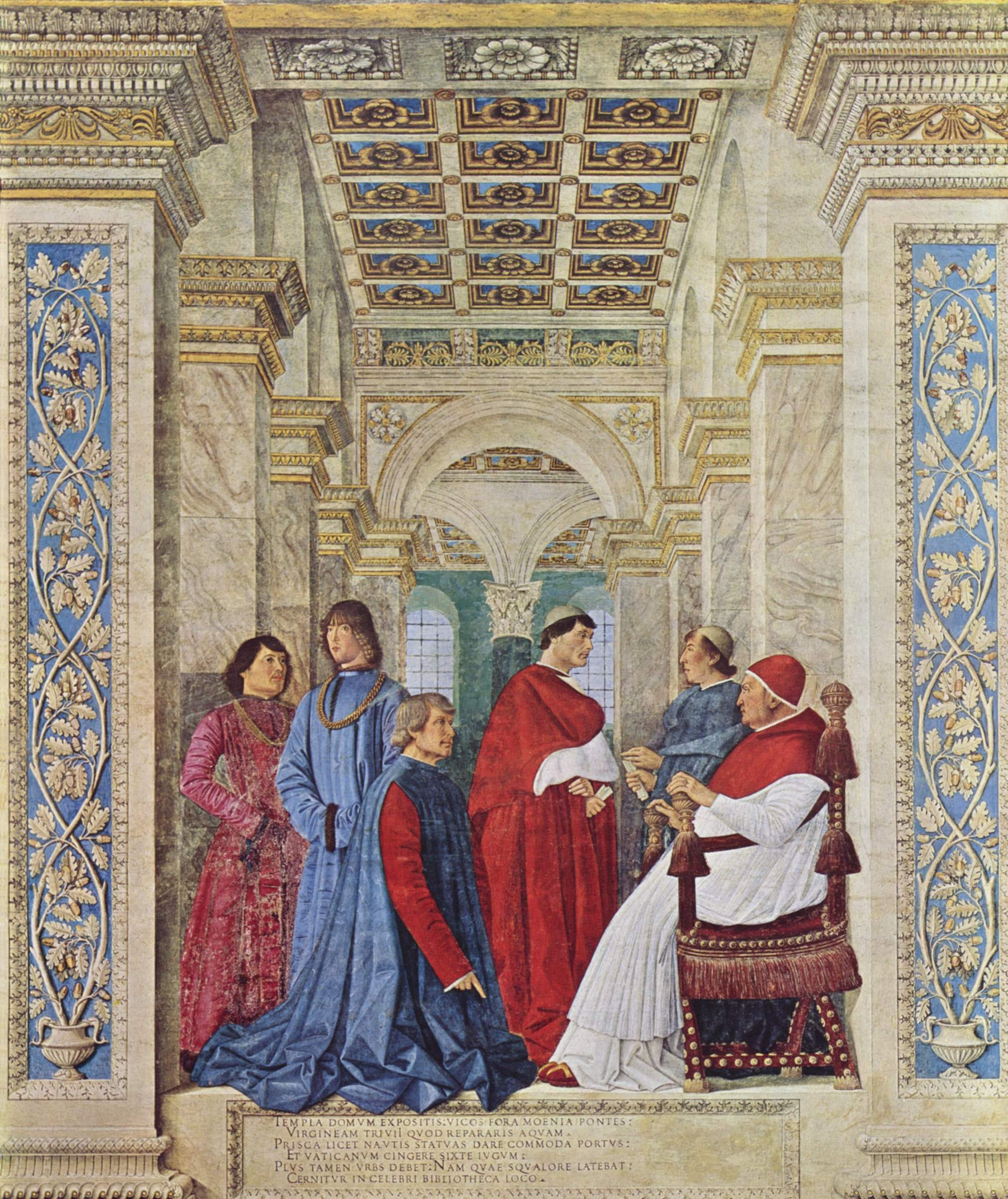
Melozzo da Forlì, Sisto IV nomina il Platina prefetto della biblioteca Vaticana (1477), affresco staccato, Pinacoteca vaticana.

Fu l'umanista e bibliofilo Tomaso Parentucelli (papa dal 1447 al 1455 con il nome di Niccolò V) il primo a concepire l'idea di una biblioteca moderna, realizzando una consistente raccolta di antichi codici e liberalizzandone nel 1451 la consultazione a studiosi ed eruditi in una sala al pianterreno del Vaticano annessa al cosiddetto Cortile dei pappagalli. Passata dai 350 codici della biblioteca avignonese ai 1 200 registrati alla morte di Niccolò V, quella collezione costituì il primo nucleo della futura biblioteca.
L'istituzione ufficiale della Biblioteca apostolica vaticana risale infatti a papa Sisto IV e alla bolla Ad decorem militantis Ecclesiae del 15 giugno 1475. Subito dopo, il 18 giugno, ebbe inizio l'attività del suo primo gubernator et custos: il precettore umanista Bartolomeo Sacchi, detto il Plàtina dal suo paese natale Piadena, da cui dipendevano tre collaboratori e un legatore. La nuova Biblioteca raccolse i manoscritti, i codici, i fondi, le raccolte di Sisto IV e dei suoi predecessori: 2 500 opere (divenute 3 500 sei anni dopo), distribuite in quattro sale (la Bibliotheca Latina e la Bibliotheca Graeca per i testi nelle rispettive lingue, la Bibliotheca Secreta per quelli esclusi dalla consultazione e dal prestito esterno, la Bibliotheca Pontificia che fungeva da archivio) decorate con un ciclo di pitture realizzate da Melozzo da Forlì, Antoniazzo Romano e dai fratelli Domenico e David Ghirlandaio.
La sua finalità è stata ricordata da papa Paolo VI nel Discorso nel V centenario della Biblioteca Apostolica Vaticana: la Biblioteca "veniva dotata, cioè, di un abbondante e prezioso, anzi inestimabile, patrimonio librario, per metterlo a disposizione degli studiosi, nelle diverse fasi della consultazione, della lettura, del riscontro e della sintesi conclusiva".

### La nuova sede

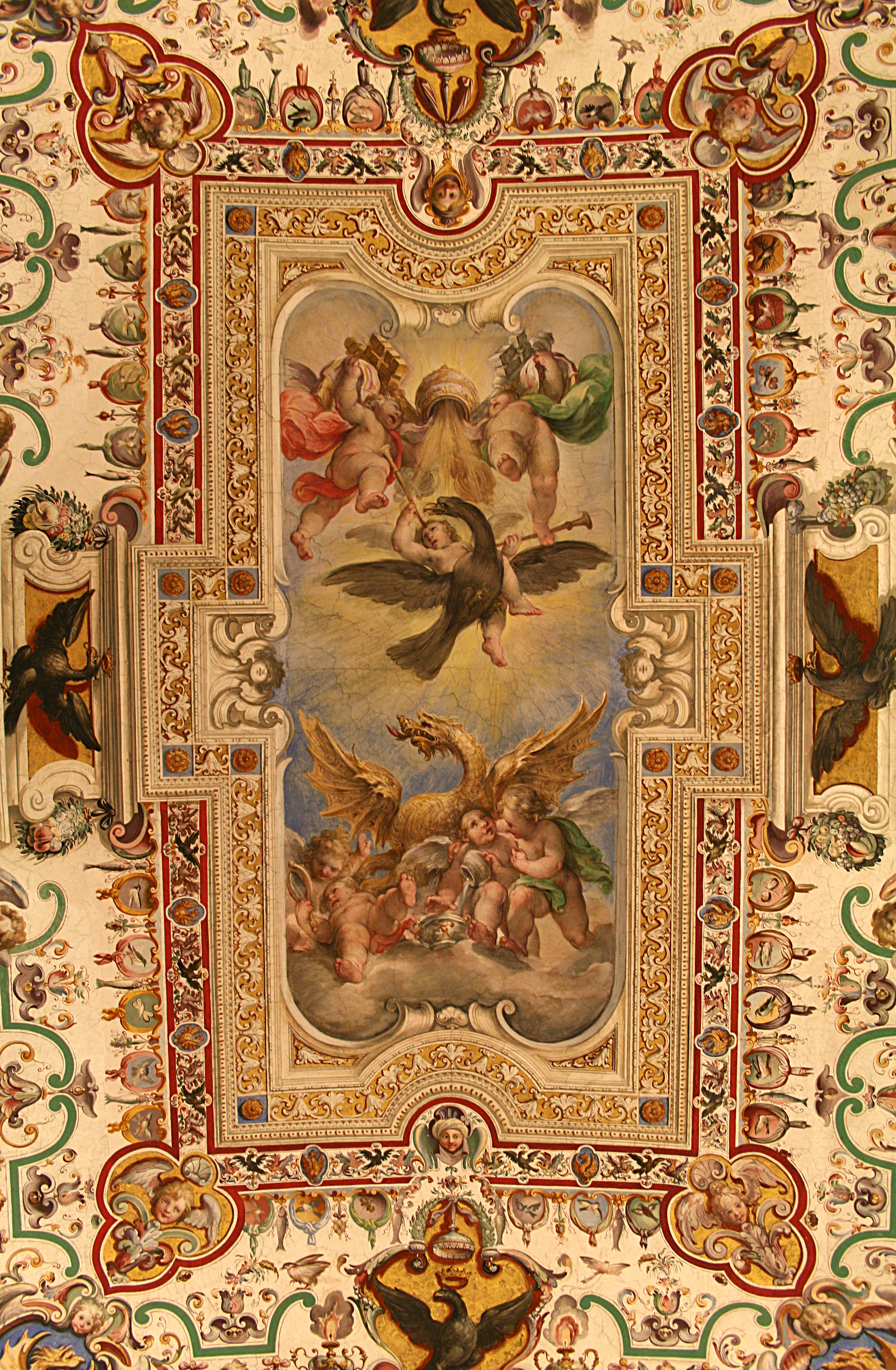
Decorazioni del soffitto dell'archivio pontificio nel Salone Sistino

Un secolo dopo, la sede iniziale risultò inadeguata a contenere tutto il materiale continuamente accresciuto dai pontefici con nuove acquisizioni e con l'avvento dei libri a stampa. Così, fra il 1587 e il 1589, papa Sisto V commissionò all'architetto ticinese Domenico Fontana la costruzione di un nuovo edificio (il braccio trasversale attraverso il cortile del Belvedere) nel quale i volumi furono sistemati in armadi appositamente predisposti e dove, al piano più alto, si ricavò il Salone Sistino, un'enorme aula a due navate totalmente decorate che, con i suoi 70 metri x 15, risultò la più lunga al mondo. ed è anche la più grande sala affrescata esistente al mondo al di fuori delle chiese. Lavorarono agli affreschi diversi pittori, tra cui Andrea Lilli, che realizzò qui un suo capolavoro, il Rogo dei libri di Ario, ma anche il Concilio costantinopolitano III e l'Allegoria della Poesia. Girolamo Nanni è stato identificato come autore delle scene del Concilio Costantinopolitano II e del Concilio di Vienne.
I volumi rimasero nel nuovo edificio fino al pontificato di Leone XIII (1878-1903). È in fase di realizzazione (dal 2010) anche la digitalizzazione dell'immenso patrimonio di manoscritti.
La Biblioteca si arricchì in seguito di molteplici collezioni bibliografiche. Nel XVIII secolo sorsero le collezioni antiquarie e artistiche, cominciando con il medagliere (1738). Nel 1755 si aggiunsero tre raccolte di oggetti appartenenti all'antichità cristiana, in maggior parte provenienti dalle catacombe romane.

## Collezioni
Tra i pezzi più famosi della Biblioteca c'è il Codex Vaticanus, il più antico manoscritto completo della Bibbia che si conosca, la Bibbia Urbinate, il Trattato sulla falconeria di Federico II di Svevia, la Geografia di Tolomeo, l'Iliade bilingue con testo greco e traduzione latina del XV secolo, la Bibbia di Gutenberg, il Sidereus Nuncius di Galileo Galilei, la bolla papale Antiquorum habet fida relatio con il quale Papa Bonifacio VIII indisse il primo giubileo nel 1300 e la moneta d'oro posta da Carlo Magno sulla tomba di San Pietro nel 781,
La Biblioteca apostolica vaticana contiene oggi:
- circa 1 600 000 volumi a stampa antichi e moderni
- 9 000 incunaboli (di essi, 65 in pergamena)
- 150 000 codici manoscritti e carte di archivio
- 300 000 monete e medaglie
- circa 20 000 oggetti di arte.
- 80 000 manoscritti

Dal 1985 esiste un catalogo informatico consultabile in linea dei volumi a stampa moderni. L'accesso alla Biblioteca è consentito unicamente a docenti e ricercatori universitari. Dal 14 febbraio 2023 il prefetto della Biblioteca è don Mauro Mantovani, S.D.B..
Parte degli oggetti della Biblioteca sono esposti nei Musei della Biblioteca apostolica vaticana dei Musei vaticani.

## Organizzazione
La Biblioteca è strutturata in 3 dipartimenti:
- Dipartimento Manoscritti[5], a sua volta suddiviso in:
  - Sezione Manoscritti;[6]
  - Sezione Archivi;[7]
  - Sezione Sale e magazzini dei manoscritti;[8]
- Dipartimento Stampati[9], a sua volta suddiviso in:
  - Sezione Accessioni;[10]
  - Sezione Catalogo;[11]
  - Sezione Sale e Magazzini Stampati;[12]
  - Sezione Libri Antichi;[13]
  - Gabinetto della Grafica;[14]
- Dipartimento del Gabinetto Numismatico.[15]

## Progetti
Nel 2016 è stato avviato un progetto di catalogazione dei manoscritti di musica bizantina, in collaborazione con la Fondazione Laus Plena di Lugano.

## Cronotassi

### Bibliotecari
...
- Anastasio (867-879?)[17]

...
- Nicola di Sutri (attestato nel 904)

...
- Giovanni Andrea Bussi (fino al 1475 deceduto)
- Bartolomeo Sacchi, detto il Platina, (1475 - 1481 deceduto)

...
- Zanobi Acciaiuoli (1518)

...
- Cardinale Marcello Cervini (24 maggio 1550 - 9 aprile 1555 eletto Papa)
- Cardinale Roberto de' Nobili (1555 - 18 gennaio 1559 deceduto)
- Cardinale Alfonso Carafa (1559 - 29 agosto 1565 deceduto)
- Cardinale Marco Antonio Da Mula (1565-1572)
- Cardinale Guglielmo Sirleto (18 marzo 1572 - 6 ottobre 1585 deceduto)
- Cardinale Antonio Carafa (6 ottobre 1585 - 13 gennaio 1591 deceduto)
- Cardinale William Allen (1590 - 16 ottobre 1594 deceduto)
- Cardinale Marco Antonio Colonna (1591 - 13 marzo 1597 deceduto)
- Cardinale Cesare Baronio, C.O. (maggio 1597 - 30 giugno 1607 deceduto)
- Cardinale Ludovico de Torres (4 luglio 1607 - 8 luglio 1609 deceduto)
- Cardinale Scipione Caffarelli-Borghese (11 giugno 1609 - 1618 nominato arciprete della Basilica Vaticana)
- Cardinale Scipione Cobelluzzi (17 febbraio 1618 - 29 giugno 1626 deceduto)
- Cardinale Francesco Barberini (1º luglio 1626 - 13 dicembre 1633 nominato prefetto della Congregazione della sanità)
- Cardinale Antonio Barberini, O.F.M. Cap. (13 dicembre 1633 - 11 settembre 1646 deceduto)
- Cardinale Orazio Giustiniani, C.O. (25 settembre 1646 - 25 luglio 1649 deceduto)
- Cardinale Luigi Capponi (4 agosto 1649 - 6 aprile 1659 deceduto)
- Cardinale Flavio Chigi (21 giugno 1659 - 1681 dimesso)
- Cardinale Francesco Lorenzo Brancati di Lauria, O.F.M. Conv. (19 settembre 1681 - 30 novembre 1693 deceduto)
- Cardinale Girolamo Casanate (2 dicembre 1693 - 3 marzo 1700 deceduto)
- Cardinale Enrico Noris, O.E.S.A. (6 marzo 1700 - 23 febbraio 1704 deceduto)
- Cardinale Benedetto Pamphilj, O.E.S.S.H. (26 febbraio 1704 - 22 marzo 1730 deceduto)
- Cardinale Angelo Maria Quirini, O.S.B. Cas. (4 settembre 1730 - 6 gennaio 1755 deceduto)
  - Cardinale Domenico Silvio Passionei (10 luglio 1741 - 22 gennaio 1755 nominato bibliotecario) (pro-bibliotecario)
- Cardinale Domenico Silvio Passionei (22 gennaio 1755 - 5 luglio 1761 deceduto)
- Cardinale Alessandro Albani (12 agosto 1761 - 11 dicembre 1779 deceduto)
- Cardinale Francesco Saverio de Zelada (15 dicembre 1779 - 19 dicembre 1801 deceduto)
  - Cardinale Ercole Consalvi (19 dicembre 1801 - 17 giugno 1806 ritirato) (pro-bibliotecario)
- Cardinale Luigi Valenti Gonzaga (12 gennaio 1802 - 29 dicembre 1808 deceduto)
- Cardinale Ercole Consalvi (17 maggio 1814 - 20 settembre 1823 dimesso)
- Cardinale Giulio Maria della Somaglia (1º ottobre 1826 - 2 aprile 1830 deceduto)
- Cardinale Giuseppe Albani (23 aprile 1830 - 3 dicembre 1834 deceduto)
- Cardinale Luigi Lambruschini, B. (11 dicembre 1834 - 27 giugno 1853 ritirato)
- Cardinale Angelo Mai (27 giugno 1853 - 9 settembre 1854 deceduto)
- Cardinale Antonio Tosti (13 gennaio 1860 - 20 marzo 1866 deceduto)
- Cardinale Jean-Baptiste-François Pitra, O.S.B. (19 gennaio 1869 - 12 maggio 1879 nominato cardinale vescovo di Frascati)
  - Arcivescovo Domenico Maria Jacobini (16 novembre 1880 - 30 marzo 1882 nominato segretario della Congregazione de Propaganda Fide) (pro-bibliotecario)
- Cardinale Placido Maria Schiaffino, O.S.B. Oliv. (20 febbraio 1889 - 23 settembre 1889 deceduto)
- Cardinale Alfonso Capecelatro di Castelpagano (1899 - 11 novembre 1912 deceduto)
- Cardinale Mariano Rampolla del Tindaro (26 novembre 1912 - 16 dicembre 1913 deceduto)
- Cardinale Francesco di Paola Cassetta (3 gennaio 1914 - 23 marzo 1919 deceduto)
- Cardinale Francis Aidan Gasquet, E.B.C. (9 maggio 1919 - 5 aprile 1929 deceduto)
- Cardinale Franz Ehrle, S.I. (17 aprile 1929 - 31 marzo 1934 deceduto)
- Cardinale Giovanni Mercati (15 giugno 1936 - 23 agosto 1957 deceduto)
- Cardinale Eugène Tisserant (14 settembre 1957 - 27 marzo 1971 ritirato)
- Cardinale Antonio Samorè (25 gennaio 1974 - 3 febbraio 1983 deceduto)
  - Cardinale Alfons Maria Stickler, S.D.B. (7 settembre 1983 - 27 maggio 1985 nominato bibliotecario) (pro-bibliotecario)
- Cardinale Alfons Maria Stickler, S.D.B. (27 maggio 1985 - 1º luglio 1988 ritirato)
- Cardinale Antonio María Javierre Ortas, S.D.B. (1º luglio 1988 - 24 gennaio 1992 nominato prefetto della Congregazione per il Culto Divino e la Disciplina dei Sacramenti)
  - Cardinale Luigi Poggi (9 aprile 1992 - 29 novembre 1994 nominato bibliotecario) (pro-bibliotecario)
- Cardinale Luigi Poggi (29 novembre 1994 - 7 marzo 1998 ritirato)
- Cardinale Jorge María Mejía (7 marzo 1998 - 24 novembre 2003 ritirato)
- Cardinale Jean-Louis Tauran (24 novembre 2003 - 25 giugno 2007 nominato presidente del Pontificio consiglio per il dialogo interreligioso)
- Cardinale Raffaele Farina, S.D.B. (25 giugno 2007 - 9 giugno 2012 ritirato)
- Arcivescovo Jean-Louis Bruguès, O.P. (26 giugno 2012 - 31 agosto 2018 cessato)
- Cardinale José Tolentino de Mendonça (1º settembre 2018 - 26 settembre 2022 nominato prefetto del Dicastero per la cultura e l'educazione)
- Arcivescovo Angelo Vincenzo Zani (26 settembre 2022 - 28 marzo 2025 ritirato)
- Arcivescovo Giovanni Cesare Pagazzi, dal 28 marzo 2025

### Prefetti
- Presbitero Achille Ratti (1915 - 3 luglio 1919 nominato nunzio apostolico in Polonia)
  - Presbitero Eugène Tisserant (1925 - 1930 dimesso) (pro-prefetto)
- Cardinale Giovanni Mercati (? - 18 giugno 1936 nominato archivista e bibliotecario di Santa Romana Chiesa)
- Presbitero Joaquín Anselmo María Albareda y Ramoneda, Cong. Subl. O.S.B. (1936 - 19 marzo 1962 creato cardinale)
- Presbitero Alfonso Raes, S.I. (1962 - 1971 dimesso)
- Presbitero Alfons Maria Stickler, S.D.B. (1971 - 7 settembre 1983 nominato pro-bibliotecario di Santa Romana Chiesa)
- Presbitero Leonard E. Boyle, O.P. (1984 - 1997 dimesso)
- Vescovo Raffaele Farina, S.D.B. (25 maggio 1997 - 25 giugno 2007 nominato archivista e bibliotecario di Santa Romana Chiesa)
- Monsignore Cesare Pasini (25 giugno 2007 - 14 febbraio 2023 cessato)
- Presbitero Mauro Mantovani, S.D.B., dal 14 febbraio 2023

### Vice-prefetti
- Monsignore Roberto Devreesse (1945 - 1950 dimesso)
- Presbitero Arnoldo van Lantschoot, O. Praem. (1951 - 1965 dimesso)
- Monsignore José Ruysschaert (1965 - 1984 dimesso)
- Monsignore Paul Canart (1994 - 1997 dimesso)
- Dott. Ambrogio Maria Piazzoni (11 marzo 1999 - 20 aprile 2020)
- Dott. Timothy James Janz (20 aprile 2020 - 2 aprile 2025)
- Presbitero Giacomo Cardinali, dal 2 aprile 2025